# Folake Coker
Pour les articles homonymes, voir Coker.
Folake Folarin-Coker, née en 1974, est une styliste nigériane et directrice artistique de Tiffany Amber, une marque qu’elle a créée à 24 ou 25 ans et qui va ouvrir le chemin aux créateurs de mode en Afrique et se signaler par sa longévité.

## Biographie
Folake Coker est née à Lagos, au Nigeria, le 28 février 1974, au sein d’une famille aisée de l’aristocratie nigériane : son père est un notable et un homme d’affaires bien connu au Nigeria. Après des études en Suisse et au Royaume-Uni, elle obtient un diplôme de troisième cycle en droit,.
Elle retourne ensuite  au Nigéria pour y exercer dans un tout autre domaine, le domaine de la mode, et lance sa marque Tiffany Amber à Lagos en 1998, qui va devenir une des plus anciennes marques de prêt-à-porter nigériane,,,,.
Mariée à un homme d’affaires, Folorunsho Coker (ils se sépareront ultérieurement),  elle organise plusieurs défilés de mode en Afrique, en Europe et aux États-Unis. En 2008, elle est ainsi la première créatrice de mode africaine à organiser un défilé à deux reprises lors de la New York Fashion Week. Elle est également la première lauréate du prix Designer of the Year à la semaine africaine de la mode à Johannesburg en 2009 et est également nommée Fashion Brand of the Year à la semaine de la mode Arise Magazine en 2011. En 2013, elle reçoit un prix au Women, Inspiration and Enterprise (WIE) Symposium 2013. Figure de la mode en Afrique saluée pour l'élégance de ses créations, elle figure sur la liste des femmes de Forbes Power. La marque Tiffany Amber « fête son jubilé d'argent  [ vingt-cinquième anniversaire ] l'année même où sa fondatrice, Folake Akindele, fête ses 50 ans », une longévité remarquable, qui inspire le monde de la mode sur tout le continent africain.